# Ипсилон Волка
Ипсилон Волка (лат. υ Lupi), HD 136933 — тройная звезда в созвездии Волка на расстоянии приблизительно 390 световых лет (около 120 парсеков) от Солнца.

## Характеристики
Первый компонент (CCDM J15248-3943A) — белая звезда спектрального класса A0pSi, или ApSi, или A0. Видимая звёздная величина звезды — +5,4m. Масса — около 3,915 солнечных, радиус — около 3,269 солнечных, светимость — около 113,36 солнечных. Эффективная температура — около 12400 K.
Второй компонент — красный карлик спектрального класса M. Масса — около 321,43 юпитерианских (0,3068 солнечной). Удалён на 2,357 а.е..
Третий компонент (CCDM J15248-3943B). Видимая звёздная величина звезды — +10,9m. Удалён на 1,4 угловой секунды.